# Československý dukát

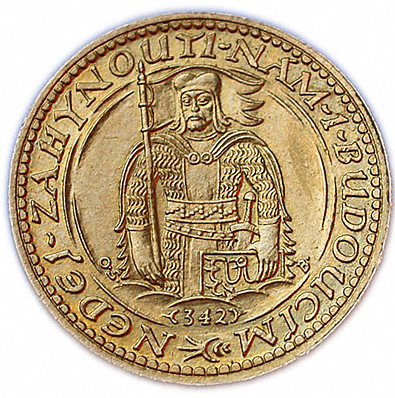
Svatováclavský dukát (zlato), původní podoba z let 1923-1939

Československý dukát, byl ražen v Kremnici mezi roky 1923 až 1939. Nebyl normálním oběžným platidlem, ale obchodní mincí. Byl ražen každý rok v nominálech 1, 2, 5, 10 dukátů. Na líci měl československý státní znak.
K 600. výročí úmrtí Karla IV., byl roku 1978 zahájena ražba dukátů s jeho portrétem. Opět v nominálech 1, 2, 5, 10 dukátů. Rozsah emise činí: u dvojdukátu, pětidukátu a desetidukátu po 10 tis. kusech, jednodukátů se v roce 1978 razilo 20 tis. a v dalších čtyřech letech každoročně po 10 tis. ks s příslušným letopočtem ražby. Ražba těchto dukátů skončila v roce 1982. Dukát svou ikonografií navázal na středověké dukáty.
Svatováclavské dukáty patří i dnes k nejžádanějším a nejobchodovanějším mincím na českém numismatickém trhu. Ke znovuoživení svatováclavského kultu u nás došlo brzy po rozpadu Rakouska-Uherska a vzniku Československé republiky. Prvorepublikové Svatováclavské dukáty byly první zlaté mince Československa. Jednalo se o obchodní mince, které stejně jako medaile neměly stanovenu nominální hodnotu. Vydání prvního svatováclavského dukátu se setkalo s velkým zájmem československé veřejnosti a jen těch nejmenších, jednodukátů, bylo v letech 1923-1939 prodáno na čtyři sta tisíc. V období ohraničeném lety 1929 - 1939 byla ražba rozšířena i o větší pěti a desetidukáty. Tyto ražby získaly oblibu po celém světě, a tak není divu, že se svatováclavské dukáty razily pro účely mezinárodního obchodu i v roce 1951 (ražba posledních svatováclavských dukátů ve 20. století skončila roku 1951) a dodnes jsou vysoce ceněny.

## Současné dukáty
V září 2024 Česká národní banka (ČNB), po více než 100 leteech od počátku ražby Československého dukátu v Kremnici, vydala 35 .000 jednodukátů v běžném provedení vyrobených ze slitiny obsahující 9861/9 dílu zlata a 138/9 dílu mědi. Ryzost a rozměry jsou stejné jako u svatováclavského jednodukátu z roku 1923. Každá mince váží 3,49 g (tj. 0,112206 Oz) a má průměr 19,75 mm. Dukáty vyrazila Česká mincovna, a. s., v Jablonci nad Nisou. Tyto dukáty byly v nabídce u smluvních partnerů ČNB, centrální banka přímý prodej numizmatického materiálu veřejnosti nezajišťuje. Obchodní mince nemá určenou nominální hodnotu a není tak zákonným platidlem České republiky. Prodejní cena se odvíjí zejména od nákladů na ražbu a od hodnoty zlata.
Podobu dukátu vybrala ČNB na základě výtvarné soutěže. Zúčastnilo se jí 17 výtvarníků, kteří předložili celkem 22 návrhů. Návrhy vyhodnotila komise pro posuzování návrhů na české peníze, která doporučila k realizaci návrh Vladimíra Oppla. Rozhodnutí komise následně potvrdila bankovní rada ČNB. Např. na konci roku 2024 a počátku roku 2025 se cena mince s hmotností 3,49 g pohybovala v rozmezí 9.400 - 9.900 Kč. Technické parametry zlatého dukátu: hmotnost: 3,49 g; kov: zlato, země původu: Česká republika, ryzost 986.1/1000. Náklad: 35.000 ks, rozměry 19,75 x 0,85 mm.